# Amir Jordan
Bilal Ansari (* unbekannt in Pakistan) ist ein englischer Wrestler. Er steht derzeit bei der WWE unter Vertrag und tritt regelmäßig in deren Show NXT UK auf.

## Wrestling-Karriere

### Verschiedene Promotions (seit 2015)
Ansari gab sein Debüt 2015 bei Progress Wrestling. Bis zu seiner Zeit bei NXT UK trat er für verschiedene Promotions auf – unter anderem für High Impact Wrestling, Real Canadian Wrestling, British Wrestling Entertainment, Main Event Wrestling, Premier British Wrestling und Absolute Wrestling. In dieser Zeit gewann er den 3CW North East Championship, MEW North East Championship und Z-Force Championship.

### World Wrestling Entertainment (seit 2019)
A-Kid gab sein WWE-Debüt im Jahr 2018, als er am Turnier für die NXT UK Championship teilnahm. Seit 2019 bestritt er mehrere Matches für den NXT UK Brand, welche er zum größten Teil gewinnen konnte.

## Titel und Auszeichnungen
- 3 Count Wrestling
  - 3CW North East Championship (1×)

- Main Event Wrestling
  - MEW North East Championship (1×)

- International Pro Wrestling United Kingdom
  - Z-Force Championship (1×)

- Italian Wrestling Association
  - IWA Heavyweight Championship (1×)